# Jałowęsy
Jałowęsy is een plaats in het Poolse district  Opatowski, woiwodschap Święty Krzyż. De plaats maakt deel uit van de gemeente Opatów en telt 450 inwoners.